# Maktoum ben Mohammed Al Maktoum
Pour les articles homonymes, voir Al Maktoum (homonymie).
 (février 2024).
Si vous disposez d'ouvrages ou d'articles de référence ou si vous connaissez des sites web de qualité traitant du thème abordé ici, merci de compléter l'article en donnant les références utiles à sa vérifiabilité et en les liant à la section « Notes et références ».
Maktoum ben Mohammed Al Maktoum (en arabe : مممم مممم آل مممممم) né le 24 novembre 1983 à Dubai est l'actuel vice-émir de Dubaï. Il a été nommé vice-émir de Dubaï le 1er février 2008 lorsque son frère aîné Hamdane ben Mohammed a été nommé prince héritier de Dubai. Il a servi comme vice-émir aux côtés de son oncle Hamdan ben Rashid Al Maktoum jusqu’à la mort de ce dernier le 24 mars 2021. Depuis il est le seul vice-émir.

## Biographie
Maktoum ben Mohammed Al-Maktoum est né le 24 novembre 1983 à Dubaï. Il est le troisième fils du souverain de Dubaï, Mohammed ben Rachid Al Maktoum. Sa mère est Hind bint Maktoum bin Juma Al Maktoum.
Il a terminé ses études secondaires à la Rashid Private School de Dubaï et est diplômé de l’Université américaine de Dubaï avec un baccalauréat en administration des affaires en 2005. Il a suivi de nombreux cours de formation à la Dubai School of Government, ainsi qu’à l’Université Harvard.
Maktoum ben Mohammed préside actuellement le conseil d’administration de Dubai Media Incorporated et est président de la Dubai Technology and Media Free Zone Authority. Il a accompagné le Président des Émirats arabes unis Khalifa ben Zayed Al Nahyane à de nombreuses conférences, sommets et visites officielles en représentation de son père. Il a également accompagné son père à plusieurs conférences politiques et économiques de pays du Golfe, du monde arabe et internationales.
Il est aussi président du conseil supérieur des gouverneurs du Dubai International Financial Centre.
Le 15 mai 2019, il a épousé Maryam bint Butti Al Maktoum. Ensemble, ils ont une fille Hind bint Maktoum bin Mohammad bin Rashid Al Maktoum, né le 24 novembre 2020.
Le 15 mai 2021, il est nommé président de la Cour princière de Dubai.
Le 25 septembre 2021 il est nommé ministre des finances des Emirats arabes unis,.